# Hervé Larrue
Pas d'image ? Cliquez ici

a Compétitions nationales et continentales officielles uniquement.

b Matchs officiels uniquement.
Hervé Larrue, né le 5 juillet 1935 à Boissezon, est un joueur français de rugby à XV et de rugby à XIII, deuxième ligne joueur de l'US Carmaux (1,88 m - 98 kg). Sept sélections en équipe de France, toutes en 1960, dont une tournée en Argentine. Il fut également international de rugby à XIII.